# Kyklady
Kyklady (Κυκλάδες), též Kykladské ostrovy, je k Řecku patřící souostroví v Egejském moři mezi Řeckem a Tureckem. Největším ostrovem je Náxos. Před 1. lednem 2011 tvořilo souostroví jednu z prefektur Řecka, přičemž centrem prefektury bylo město Ermoupolis na ostrově Sýros. Kyklady patří k nejoblíbenějším turistickým oblastem Řecka.

## Správní členění souostroví od 1.ledna 2011
Od 1. ledna 2001 existuje místo prefektury Kyklady 9 regionálních jednotek v rámci kraje Jižní Egeis:
| Regionální jednotka | řecky                            | Rozl. (km²) | Obyv.  | Hust.  | hlavní město |
| ------------------- | -------------------------------- | ----------- | ------ | ------ | ------------ |
| Andros              | Περιφερειακή Ενότητα Άνδρου      | 380,0       | 9 221  | 24,26  | Andros       |
| Kea-Kythnos         | Περιφερειακή Ενότητα Κέας-Κύθνου | 249,1       | 3 911  | 15,70  | Ioulis       |
| Milos               | Περιφερειακή Ενότητα Μήλου       | 346,6       | 9 932  | 28,66  | Adamantas    |
| Mykonos             | Περιφερειακή Ενότητα Μυκόνου     | 105,2       | 10 134 | 96,33  | Mykonos      |
| Naxos               | Περιφερειακή Ενότητα Νάξου       | 655,9       | 20 837 | 31,77  | Naxos        |
| Paros               | Περιφερειακή Ενότητα Πάρου       | 231,4       | 14 926 | 64,50  | Paros        |
| Syros               | Περιφερειακή Ενότητα Σύρου       | 102,4       | 21 507 | 210,03 | Ermupoli     |
| Théra               | Περιφερειακή Ενότητα Θήρας       | 312,7       | 18 883 | 60,39  | Fira         |
| Tinos               | Περιφερειακή Ενότητα Τήνου       | 194,6       | 8 636  | 44,38  | Tinos        |

## Geografie
Během antiky tvořily tyto ostrovy jakýsi kruh kolem posvátného ostrova Délos (kde se měla podle legendy narodit bohyně Artemis a její bratr Apollón), odtud vzniklo jejich jméno: řecké kykládes lze přeložit jako ostrovy v kruhu. Další ostrovy, nacházející se vně tohoto kruhu, pak dostaly jméno Sporady (řecky sporádes – roztroušené ostrovy).
Ke Kykladám patří 30 větších ostrovů a dále kolem 190 ostrůvků s celkovou rozlohou 2 528 km². Skládají se především z ruly, břidlice a granitu. Byly-li dříve označovány za perlu Helady, tak se toto od římských dob změnilo: dnes jsou téměř zcela odlesněné, porost je mizivý, v důsledku toho trpí také nedostatkem vody, jejich povrch je holý a vyprahlý.
Z největších a nejznámějších ostrovů Kyklad je možno jmenovat následující: Délos, Milos, Náxos, Andros, Mykonos, Paros, Tinos, Santorini (též Thíra, Théra), Kea, Amorgos, Ios, Kythnos, Serifos, Sifnos, Sikinos, Anafi, Kimolos, Antiparos, Folegandros a Syros (podrobnější seznam viz v článku Řecké ostrovy).
Větší ostrovy mají malá letiště a lodní spojení s aténským přístavem Pireus, mezi většinou obydlených nebo turisticky zajímavých ostrovů existuje místní lodní doprava.

## Dějiny
V bronzové době zde existující kykladská kultura byla založena pravděpodobně národem Káriů z jihovýchodního pobřeží Turecka. Z této doby (od 3. tisíciletí př. n. l.) se zachovalo mnoho figurek a sošek.
Kolem 10. století př. n. l. bylo souostroví kolonizováno jónskými kmeny a vzkvétalo během příštích století, později pak došlo k úpadku a po 6. století př. n. l. zůstal významný pouze ostrov Délos. Ve 12. století n. l. zde vládli různí rytíři křížových výprav, kteří roku 1204 ostrovy věnovali Benátkám.